# YouVersion
YouVersion (també conegut com a Bible.com o l'Aplicació de la Bíblia) és una aplicació mòbil de la Bíblia per a Android, iOS, Windows Phone i molts altres sistemes operatius; també està disponible en altres plataformes. L'Aplicació de la Bíblia ofereix 1254 traduccions de la Bíblia, en 909 llengües, versions d'audiollibre de les traduccions més populars de la Bíblia, textos bíblics fora de línia, així com més de 800 Plans de Lectura de la Bíblia sobre temes específics, porcions de la Bíblia, la Bíblia sencera i devocionals.

## Història
Amb el seu inici el 2008, YouVersion ha estat descrit com el "programa de la Bíblia per a telèfons mòbils més popular a nivell mundial".
Al novembre de 2013 va incorporar l'Aplicació de la Bíblia per a Nens, la qual va tenir més de 5 milions d'instal·lacions en 6 llengües en només 13 mesos.
YouVersion és finançat per Life.Church i donants externs. Compta amb un personal de més de 20 treballadors amb dedicació completa i més de 400 voluntaris actius.
A l'abril de 2014 es va realitzar el llançament de la versió 5 de l'Aplicació de la Bíblia, amb la qual es van afegir funcions per involucrar la comunitat i debatre sobre l'escriptura. L'Aplicació de la Bíblia ha estat descarregada més de 200 milions vegades.
A l'abril de 2015, la pàgina web va actualitzar la seva aplicació per tal que fos compatible amb els Apple Watch.

## Característiques de l'Aplicació de la Bíblia
- Lector de la Bíblia: Per llegir la Bíblia als dispositius mòbils.
- Plans de Lectura: Centenars de plans ajuden els usuaris a llegir la Bíblia de manera regular oferint porcions diàries de la Bíblia.
- Personalitzar: Notes, marcadors i subratllats que ajuden els usuaris a personalitzar la seva interacció amb l'Escriptura, tant com ho podrien fer amb una bíblia impresa.
- Sincronització entre plataformes: Els usuaris poden reprendre la seva lectura on ho van deixar l'última vegada tant a l'ordinador, el telèfon o la tauleta tàctil. Els plans de lectura, els marcadors, les notes i més coses són accessibles a totes les plataformes.
- Connexions amb les xarxes socials: Es pot compartir versets preferits o els progressos dels plans de lectura a Twitter i a Facebook.
- Notes: Els usuaris poden anotar pensaments en privat o escollir compartir-los amb altres. La comunitat pot accedir a totes les contribucions per un verset senzillament clicant-hi al damunt i visualitzant-hi les notes relacionades.
- Fora de línia: Algunes traduccions es poden descarregar directament als dispositius mòbils per fer-les servir en mode d'avió o quan no hi hagi cobertura.